# Ignacio María González (político)
Ignacio María González y Santín (26 de enero de 1838 - 8 de febrero de 1915) fue un político dominicano, Presidente de la República en varias ocasiones y fundador del extinto Partido Verde.
Después de la apuesta anexionista y la guerra restauradora, considera que se deben estrechar los lazos económicos y sociales con la República de Haití. Busca además en un tratado legalizar el tráfico comercial entre ambas naciones y recaudar con ello unas tasas muy necesarias. Pone las cosas que considera más importantes en orden. Anula sobre todo los acuerdos de Buenaventura Báez con la Samaná Bay Company volviendo a recuperar plenamente la soberanía dominicana sobre la bahía y la península de Samaná.
En 1876 renuncia como Presidente de la República, por las revueltas y por las presiones del consejo de secretarios de estados,
pero su vida política todavía seguiría. Volverá a desempeñar otro mandato de apenas unos meses en 1876 y otro más en 1878 en la época llamada La gran inestabilidad. Falleció en 1915.
Su gabinete compuesto por José Gabriel García, ministro de Interior y Policía; Carlos Nouel, escritor y relator de la historia eclesiástica dominicana, ministro de Justicia e Instrucción Pública; José Manuel Glass y Mejía, ministro de Hacienda y Comercio, y Pablo López Villanueva, ministro de Guerra y Marina. Gobernó en su segundo período del 05-02-74 al 23-02-76. (Desempeñó la presidencia de la República en cinco ocasiones).
El general Ignacio María González, hizo algunos esfuerzos apreciables respecto a la organización militar, y en virtud del Decreto 1358 de 1874, creó un Batallón en Santo Domingo, denominado Restauración y una brigada de artillería; un batallón de cazadores en La Vega; el batallón Yaque en Santiago, con su compañía de artillería; un batallón en Puerto Plata; y una compañía en Samaná.

## Primer gobierno ( de facto )
Tras emerger triunfante de la Revolución Unionista, la cual había abrazado en su condición del Gobernador de Puerto Plata el 25 de noviembre de 1873 y habiendo sido nombrado Jefe Supremo con la autoridad para formar un gobierno provisional que sustituyera el de Buenaventura Báez, logró la capitulación de este el 2 de enero de 1874. El 21 de enero siguiente, asume junto con Manuel Altagracia Cáceres la presidencia conjunta de la República bajo el título de "Generales Encargados del Poder Supremo de la Nación". 

## Segundo gobierno ( constitucional )
Una vez celebradas las elecciones donde ambos generales, González y Cáceres, se disputaron la presidencia y luego de aprobada una nueva Constitución, además de la prohibición mediante decreto para que Cabral, Luperón y Pimentel no regresaran a suelo patrio; González se proclama ganador y Presidente Constitucional el 5 de febrero de 1874.

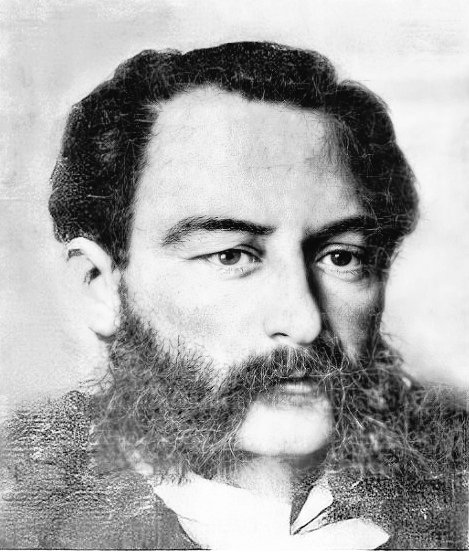
Ignacio María González.

El gabinete estaba compuesto por José M. Glas y Francisco Xavier Amiama, ministros de Hacienda y Comercio; José Gabriel García, Ministro de Interior, Policía y Agricultura; Ministro de Justicia e Instrucción Pública, Carlos Nouel; Ministro de Guerra y Marina, Pablo López Villanueva.
Las primeras medidas tomadas por el gobierno y que marcaron un claro reflejo de unidad nacional y la adopción de la doctrina del partido azul fueron: la suspensión del estado de sitio, la supresión del uso del pasaporte para viajar por el territorio nacional y plena apertura a la libertad de prensa
Durante el régimen de González, tal y como señala el historiador Franklin J. Franco, se incrementó considerablemente el flujo migratorio desde Cuba y Puerto Rico, se dictaron disposiciones especiales que favorecían el desarrollo de la industria azucarera, y se concedieron franquicias para el establecimiento de fábricas de jabón, velas, almidón, ladrillos y tejas.
Tras el alzamiento militar del general Manuel Cáceres, González se proclamó "Encargado Supremo de la Nación por la voluntad de los Pueblos", y convocó a una Asamblea Constituyente para que modificase la Carta Magna de 1874. La nueva Constitución fue promulgada en marzo de 1875. Sin embargo, sus políticas autocráticas produjeron nuevas sublevaciones de los liberales, que le acusaron de violar la Constitución y malversar fondos públicos. Para evitar una nueva guerra civil, el presidente González presentó su renuncia al Congreso en febrero de 1876.

## Tercer gobierno ( de facto )
Luego de celebrarse elecciones generales, Ulises Espaillat asumió la presidencia constitucional en abril de 1876. Pronto se enfrentó a movimientos revolucionarios del norte y del sur dirigidos por Ignacio González y el general Marcos A. Cabral, quienes se levantaron en armas en nombre de Báez. Aun cuando Espaillat declaró el estado de sitio en todo el país y designó a Luperón ministro de Guerra y Marina, González llegó a las puertas de la capital y en diciembre de 1876 el presidente Espaillat renunció, asilándose en el consulado francés. Revolucionarios insatisfechos con la dimisión de Espaillat, cercaron la capital y obligaron a González a renunciar al cargo de Jefe Supremo que había asumido en Santo Domingo, tras lo cual constituyeron una Junta Provisional que entregó el mando a Báez.

## Cuarto gobierno (de facto)
El presidente Báez debió enfrentar una sublevación de los "azules" a principios de 1878, siendo derrocado en marzo de ese año y exiliado a Puerto Rico. Tras su partida, se formaron dos Gobiernos de facto: uno en Santo Domingo a cargo de Cesáreo Guillermo y el otro en Santiago dirigido por Ignacio González, quien gobernó entre marzo a mayo de 1878, en calidad de Presidente del Gobierno Provisional del Movimiento Nacional. 

## Quinto gobierno (constitucional)
Ante el peligro de que estallara una nueva guerra civil, los azules convinieron con Ignacio González que ocupara la jefatura del Estado a condición de que nombrara a algunos de los suyos en varios ministerios. Una Asamblea Constituyente aprobó una reforma constitucional en junio de 1878 que acordó la votación directa para la elección de presidente de la República y acortó el período presidencial a un año. Bajo esta Constitución de 1878, se celebraron elecciones en las que resultó elegido Ignacio M. González como presidente constitucional. Durante su gobierno incumplió compromisos políticos y ordenó el apresamiento de Luperón ante lo cual, los liberales se alzaron en armas y lo derrocaron en septiembre de 1878. Fue sucedido por Jacinto de Castro, presidente de la Suprema Corte de Justicia, a quien se encargó un Gobierno Provisional hasta la celebración de nuevas elecciones.

## Honras fúnebres

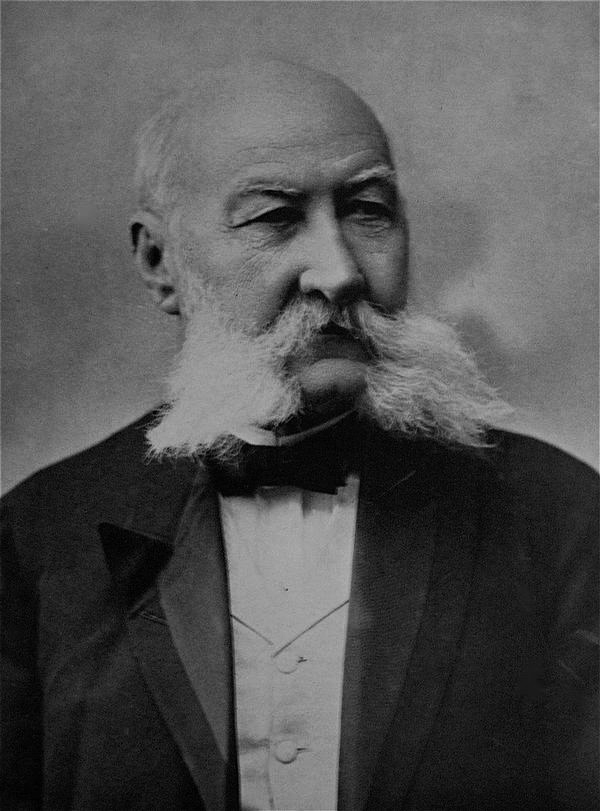
González en 1907 durante el gobierno de Ramón Cáceres

Por resolución del Presidente de la República, Juan Isidro Jiménez, en fecha del 20 de febrero de 1915, se dispuso que su cuerpo sea enterrado en la Catedral Primada de América, luego del rendirséle los honores como exjefe de Estado, además de declarar tres días de Duelo Nacional.